# Eragrostis sclerophylla
Eragrostis sclerophylla är en gräsart som beskrevs av Carl Bernhard von Trinius. Eragrostis sclerophylla ingår i släktet kärleksgrässläktet, och familjen gräs. Inga underarter finns listade i Catalogue of Life.